# Kuben videregående skole
Kuben videregående skole är ett gymnasium i en av Oslos stadsdelar, Økern. Skolan är Oslos största, och den som kostat mest att bygga. Den startade 2013. Skolan fokuserar på yrkesutbildning, men är en kombinerad skola med gymnasieprogram. Rektor är sedan start den före detta friidrottaren Kjell Ove Hauge.

## Källor

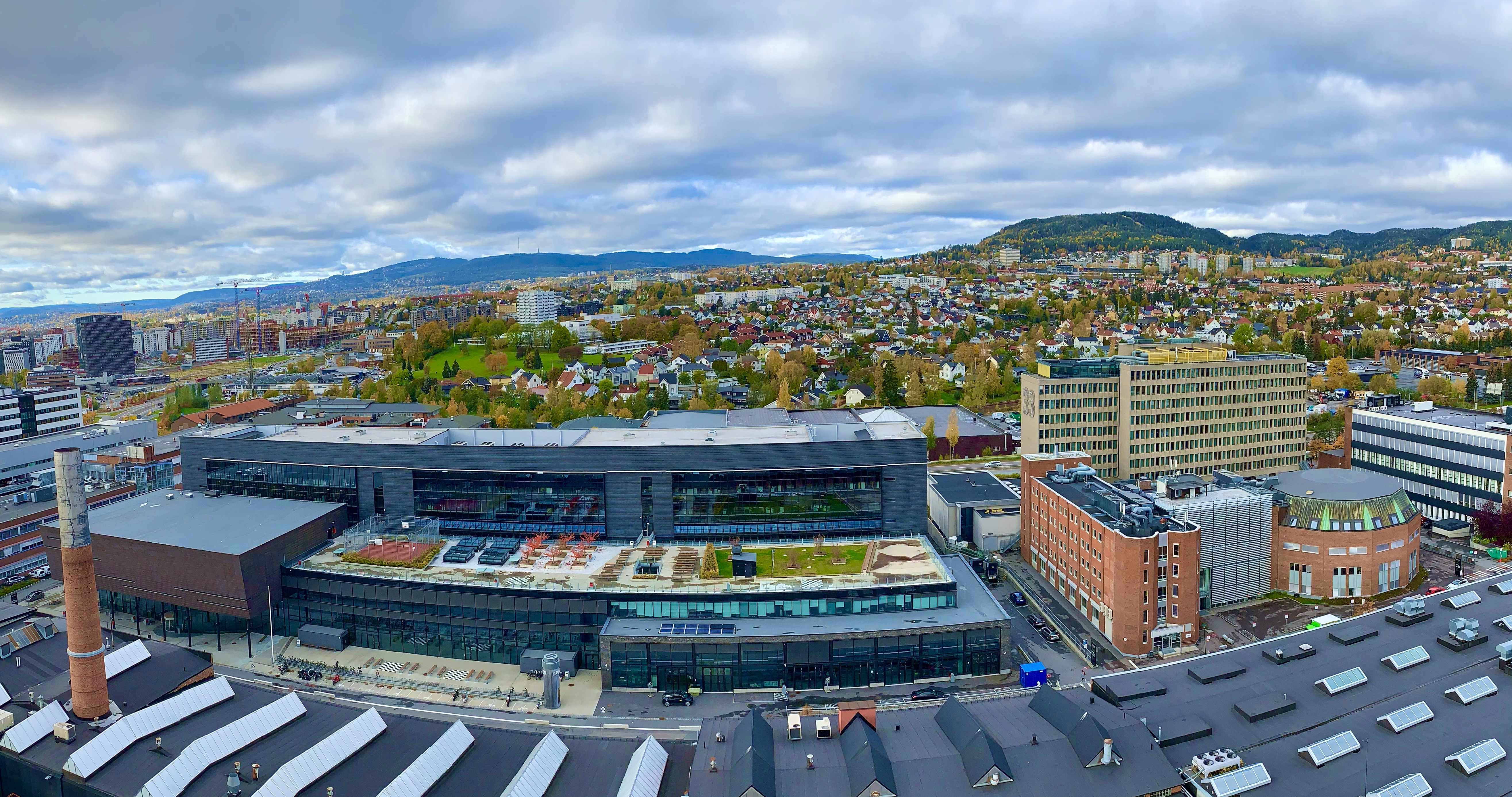
Kuben videregående skole 82019)